# Trenton (Florida)
Trenton is een plaats (city) in de Amerikaanse staat Florida, en valt bestuurlijk gezien onder Gilchrist County.

## Demografie
Bij de volkstelling in 2000 werd het aantal inwoners vastgesteld op 1617.
In 2006 is het aantal inwoners door het United States Census Bureau geschat op 1835, een stijging van 218 (13,5%).

## Geografie
Volgens het United States Census Bureau beslaat de plaats een oppervlakte van
6,7 km², geheel bestaande uit land.

## Geboren
- Easton Corbin (1982), countryzanger

## Plaatsen in de nabije omgeving
De onderstaande figuur toont nabijgelegen plaatsen in een straal van 24 km rond Trenton.